# First Single
First Single, a cui spesso si fa riferimento con il titolo Bigbang è il primo singolo della boy band sudcoreana Big Bang, pubblicato dalla YG Entertainment il 28 agosto 2006. Il brano principale presente nel singolo è We Belong Together. Il singolo è riuscito a rimanere in classifica per otto mesi.

## Tracce
CD singolo
1. Intro (Put Your Hands Up)
2. We Belong Together (featuring Park Bom)
3. 눈물뿐인 바보 (Nunmulppunin Babo, A Fool's Only Tears)
4. This Love (G-Dragon Solo)

## Classifiche
| Classifica (2006) | Posizione massima |
| ----------------- | ----------------- |
| Corea del Sud     | 5                 |